# Avenna
Avenna je české nové náboženské hnutí vycházející z idejí Nového myšlení  Jeho filosofii vytvořily po roce 1995 alternativní zdravotnice Katarína Kuňová a Hana Přádová (vystupující pod jmény Kačenka a Hanička) a provozovaly jej v Praze pod názvem Škola zdraví těla a duše. Religionista Zdeněk Vojtíšek v roce 2002 o avennismu referoval v časopise Dingir. Rozhovory a fotografování dovolují zakladatelky filosofie jen „Spravedlivým“ médiím, což v té době nebyla žádná. Označují se za gnostičky, protože „znají odpovědi na otázky o původu světa, správného a nesprávného ve vyšším poznání přístupném jen zasvěceným“. Jejich poselství vzniklo tím, že od dětství měly zážitky s čímsi nadpřirozeným a po vzájemném setkání v roce 1995 si uvědomily, že obě nesou dvě části poselství Avenna. Toto poselství je „spravedlnost nad všemi náboženstvími, a tím přebírá úkol náboženství“. Vysoké ceny za poskytované semináře vysvětlily jako nástroj, který ukáže, zda zájemce dá přednost „pokrmu těla“, nebo „pokrmu duše (Pravdě)“. Vojtíšek tento myšlenkový systém řadí do skupiny tzv. Nové myšlenky, shledal podobnost s Křesťanskou vědou, vlnou pozitivního myšlení a dianetikou (scientologií). Za úspěchem protagonistek vidí jejich silné sebevědomí vyjadřovat se k čemukoli a psychologii na lidové notě, odpozorování skrytých tužeb a strachů žen v podobné sociální situaci, z městského středního stavu, jimž poskytuje za nezanedbatelné částky „řídkou kaši lidových mouder vydávaných za vesmírné poselství“. Jiří X. Doležal označil zakladatelky filosofie za „duchovní podnikatelky“, jejichž činnost vykazuje znaky, které dříve měla lidová zbožnost – poněkud prostá a kýčovitá víra určená pro lidové vrstvy, či směs nesmyslů a banalit, u nichž je zdravým rozumem těžko pochopitelné, že jim to někdo žere. Aktivita je označována za sektu a za léčitelskou chobotnici, ale má i příznivce.

## Aktivity v Ptyči
Se sektou je spojen projekt Majáku Ptyč za 2 miliardy Kč, který měl sloužit jako centrum sekty. Stavba však byla zastavena poté, co se obě léčitelky nepohodly s Danielou Kuchtovou, bývalou manželkou Pavla Tykače, která stavbu financovala.